# Intesa Sanpaolo
Intesa Sanpaolo är en bankkoncern som uppstått genom en fusion av Banca Intesa och Sanpaolo IMI i Turin, Italien. Banken har ett tydligt ledarskap på den italienska marknaden och en stark internationell närvaro med fokus på Central- och Östeuropa samt Medelhavsområdet.
Samgåendet mellan de båda bankerna tillkännagavs i augusti 2006 och slutfördes 2 januari 2007 tog sin form i december 2006. Det är den största italienska banken mätt efter börsvärde. Banken är noterad på Italiens största börs Milano börsen' även kallad Borsa Italiana.
Banca Intesa S.p.A. fokuserar på fyra affärsområden:
- Retail
- Corporate
- Private Banking
- Investment management

## Intesa Sanpaolos internationella dotterbolag
- Banca Fideuram, Italien
- Banca Intesa Beograd, Serbien
- Banka Koper, Slovenien
- Privredna banka Zagreb, Kroatien
- CIB Bank, Ungern har slagits ihop med Inter-Európa Bank
- Intesa Sanpaolo Bank Albania, Albanien
- Bank of Alexandria, Egypten
- Pravex Bank, Ukraina
- KMB Bank, Ryssland
- VÚB Banka, Slovakien
- Inter-Alpha Group of Banks

## Aktieägare
Förteckning över aktieägare med större innehav än 2 % av Intesa Sanpaolo enligt årsrapporten 2009:
Ägarbolag	Aktieinnehav
| Ägarbolag                                        | Aktieinnehav |
| ------------------------------------------------ | ------------ |
| Compagnia di San Paolo                           | 9,888 %      |
| Crédit Agricole S.A.                             | 5,982 %      |
| Assicurazioni Generali                           | 5,077 %      |
| Fondazione Cassa di Risparmio di Padova e Rovigo | 4,924 %      |
| Fondazione Cariplo                               | 4,680 %      |
| Ente Cassa di Risparmio di Firenze               | 3,378 %      |
| Fondazione Cassa di Risparmio in Bologna         | 2,734 %      |
| Carlo Tassara S.p.A.                             | 2,504 %      |
| Barclays Global Investors UK Holdings Ltd.       | 2,017 %      |

## Företagsledning
- President: Enrico Salza
- vice president: Orazio Rossi
- Verkställande direktör: Corrado Passera
- Rådgivare: Aureliano Benedetti
- Rådgivare: Elio Cosimo Catania
- Rådgivare: Giuseppe Fontana
- Rådgivare: Gian Luigi Garrino
- Rådgivare: Virgilio Marrone
- Rådgivare: Emilio Ottolenghi
- Rådgivare: Giovanni Perissinotto
- Rådgivare: Marcello Sala

Ledningens sammansättning den 16 oktober 2008.

## Styrelse
- Ordförande: Giovanni Bazoli
- Viceordförande: Antoine Bernheim
- Viceordförande: Rodolfo Zich
- Rådgivare: Carlo Barel di Sant'Albano
- Rådgivare: Rosalba Casiraghi
- Rådgivare: Giovanni Costa
- Rådgivare: Franco Dalla Sega
- Rådgivare: Gianluca Ferrero
- Rådgivare: Angelo Ferro
- Rådgivare: Pietro Garibaldi
- Rådgivare: Marco Ciabattoni
- Rådgivare: Giuseppe Mazzarello
- Rådgivare: Giulio Stefano Lubatti
- Rådgivare: Eugenio Paravani
- Rådgivare: Gianluca Ponzellini
- Rådgivare: Gian Guido Sacchi Morsiani
- Rådgivare: Ferdinando Targetti
- Rådgivare: Riccardo Varaldo
- Rådgivare: Livio Torio

Styrelse sammansättning den 16 oktober 2008

## Intesa Sanpaolo i Italien
Den italienska verksamheten av Intesa Sanpaolo är uppdelad enligt Bank territorier i följande banker:
- Intesa Sanpaolo
- Banca dell'Adriatico (tidigare: "Banca Popolare dell'Adriatico")
- Banca di Credito Sardo (tidigare: "Banca CIS (Credito Industriale Sardo)"
- Banca di Trento e Bolzano / Bank für Trient und Bozen
- Banco di Napoli
- Cassa di Risparmio in Bologna
- Cassa di Risparmio di Firenze
- Cassa dei Risparmio di Forlì e della Romagna
- Cassa di Risparmio del Friuli Venezia Giulia (tiidigare: "Friulcassa")
- Cassa di Risparmio di Venezia
- Cassa di Risparmio del Veneto (tidigare: "Cassa di Risparmio di Padova e Rovigo")
- Cassa di Risparmio della Provincia di Viterbo (CARIVIT)
- Cassa di Risparmio della Spezia
- Cassa di Risparmio di Ascoli Piceno (CARISAP)
- Cassa di Risparmio di Città di Castello
- Cassa di Risparmio di Civitavecchia
- Cassa di Risparmio di Foligno
- Cassa di Risparmio di Pistoia e Pescia
- Cassa di Risparmio di Rieti (CARIRI)
- Cassa di Risparmio di Spoleto (CARISPO)
- Cassa di Risparmio di Terni e Narni (CARIT)
- Specialiserade banker inom koncernen:
- Banca Prossima per le imprese sociali e le comunità
- Banca Infrastrutture Innovazione e Sviluppo (BIIS)
- BancaIMI
- Intesa Sanpaolo Private Banking
- Mediocredito Italiano
- Eurizon (försäkringsbolag)

Koncernen innehar även en majoritsandel av Banca Fideuram men den banken är inte inkluderad enl. ovan nämnda territoriella indelning.